# Théobald Ier de Spolète

 Théobald Ier de Spolète (mort en 936), est marquis de Spolète et duc de Camerino de 928 à 936.

## Biographie
Après la mort d'Albéric Ier vers 924/925, Boniface Ier puis en 928 son fils Théobald Ier, qui avait épousé une nièce du roi d'Italie Hugues d'Arles, sont nommés par ledit roi Hugues marquis de Spolète et duc de Camerino. Les deux fiefs ne seront ensuite plus séparés.
En 926, Landolf Ier de Bénévent et son neveu Guaimar II de Salerne attaquent les Byzantins en Apulie. Repoussés par le stratège grec de Bari, ils font appel en 929 à Théobald, et avec son aide, ils battent les Byzantins. La Lucanie et la Calabre sont envahies et la rébellion se poursuit jusqu'en 934. Après la victoire, Théobald se montre d'une cruauté extrême vis-à-vis de ses prisonniers qu'il fait émasculer afin qu'ils « servent d'eunuques  » à leur empereur. Théobald meurt en 936 et Hugues lui donne comme successeur Anschaire.